# Monsieur Nô
 (novembre 2023).
 (juin 2020).
Si vous disposez d'ouvrages ou d'articles de référence ou si vous connaissez des sites web de qualité traitant du thème abordé ici, merci de compléter l'article en donnant les références utiles à sa vérifiabilité et en les liant à la section « Notes et références ».
Jean Nô, dit Monsieur Nô, est un auteur-compositeur-interprète français, créateur du projet Les Enfantastiques.

## Biographie
De son enfance à jouer dans l’harmonie Municipale de sa petite ville du Bourbonnais, Jean Nô a gardé le goût de la clarinette et de la musique populaire.  Et, en regardant le samedi soir les émissions de variétés devenues « cultes » des Carpentier, il a attrapé le virus du Music-hall surtout quand le « Monsieur Loyal » n’était autre que… Henri Salvador.
Après quelques années d’études « classiques » à l’École Normale de Musique de Paris puis à enseigner dans des Conservatoires et Écoles de Musique de la région vichyssoise, passionné par la chanson et le jazz, il décide finalement de « monter » à Paris, bien décidé à réaliser son « rêve de Music-hall ». Le voilà donc pour quelques années d’apprentissage dans les cabarets où il fait ses premières armes d’auteur-compositeur-interprète, suivant les conseils et les ateliers d’écriture de Claude Lemesle (auteur de centaines de chansons pour Dassin, Reggiani, Fugain et Bécaud, entre autres) et participant avec un petit groupe d’auteurs-compositeurs, les « Stylomaniaques », à des « challenges » consistant à écrire en 2 heures, le temps d’un spectacle, une chanson (paroles et musique) sur un thème imposé par le public.
Au hasard d’un « casting », il devient  animateur sur Canal J, la chaîne câblée pour les enfants, puis après avoir rencontré Henri Salvador,  il entre comme « chanteur fantaisiste » dans l’orchestre des « Collégiens » reformé, façon Ray Ventura, par Sacha Distel. Parallèlement, il enregistre 4 albums en solo, se produit avec ses musiciens dans des salles parisiennes, dans les théâtres et centres culturels, en tournée (notamment avec les Jeunesses musicales de France) et dans les festivals : Chorus des Hauts-de-Seine, Festival de Marne, l’Estival Saint-Germain-en-Laye, Tintinnabule, les « Pestacles » du Parc floral, etc. et avec chaque année une étape parisienne dans sa salle « fétiche » l’Européen.
Parallèlement, reprenant à son compte l’idée des « Stylomaniaques », c’est-à-dire l’écriture d’une chanson sur un thème donné en un temps donné, et en l’adaptant aux enfants, il propose « Chansons en création » dans les écoles élémentaires, des représentations où il pratique l'improvisation et l'écriture spontanée avec les élèves et leurs enseignants. Les chansons les plus réussies sont ensuite enregistrées par des chorales d’enfants « Les Enfantastiques » : 10 albums ont été réalisés et publiés à ce jour dans la collection « Les Enfantastiques »,  plus de 150 chansons, dont certaines adaptées en anglais et interprétées par une chorale anglophone « The Fantastikids » et en version espagnole interprétées par une chorale hispanophone, « Los Fantaschicos ».

## Discographie
- 2001 : Monsieur Nô
- 2002 : Tombé de la dernière pluie
- 2003 : Cool Raoul
- 2005 : Une petite fête entre amis

### Pour le projet Les Enfantastiques
- 2003 : Volume 1 - Enfantastiques, en partenariat avec l'association Vaincre la mucoviscidose (13 chansons citoyennes et militantes : la déclaration d’intention du projet)

- 2007 : Volume 2 - De mon école solidaire, en partenariat avec l'association Aide et action (11 chansons sur les thèmes de l’éducation et la scolarisation)
- 2008 : Volume 3 - Vive l'eau vive !, en partenariat avec l'association Eau Vive (16 chansons pour célébrer l’eau)
- 2009 : Volume 4 - Y'en a assez pour tout le monde !, en partenariat avec l'association ATD Quart Monde - Tapori (11 chansons sur les thèmes du partage équitable et de la solidarité)
- 2011 : Volume 5 - L'union fait la force, par les Enfantastiques de Belgique, en partenariat avec l'association Cap 48 (12 chansons autour de la Belgique : Jacques Brel, Magritte, Eddy Merckx...)

- 2012 : Volume 6 - Kaléidoscope, en partenariat avec l'association Eau Vive Basse-Normandie (13 chansons autour des différences comme autant de richesses à découvrir)
- 2013 : Volume 7 - Voyages (24 chansons en coffret double CD qui vous invitent au voyage)
- 2014 : Volume 8 - Et chaque jour qui se lève..., en partenariat avec l'antenne du Secours Populaire du Finistère (19 chansons sur le thème des arts et des artistes)
- 2015 : Volume 9 - Elle me plaît bien comme ça la France ! (16 chansons sur la citoyenneté, la laïcité, la liberté d’expression, les droits de l’homme et de la femme...)
- 2017 : Volume 10 - Tu fais de moi... (16 chansons éco-citoyennes autour de la biodiversité, du développement durable...)
- 2019 : Volume 11 - Alimen-Terre ! (20 chansons originales sur le thème de l’alimentation)
- 2021 : volume 13 - On a perdu la boussole... (18 chansons autour de l'actualité de notre monde et des dérives)

On peut également citer l'album I Have a Dream, enregistré en 2010 par « The Fantastikids » (en partenariat avec Plan France), qui est l'adaptation en anglais de 16 chansons des Enfantastiques, les adaptations de 5 chansons en espagnol par « Los Fantaschicos » (2012) ainsi que l'adaptation en allemand de 2 chansons par "Die Fantastikinder"